# Восточно-центральная часть штата Риу-Гранди-ду-Сул (мезорегион)

Восточно-центральная часть штата Риу-Гранди-ду-Сул на карте.

Восточно-центральная часть штата Риу-Гранди-ду-Сул (порт. Mesorregião do Centro Oriental Rio-Grandense) — административно-статистический мезорегион в Бразилии, входит в штат Риу-Гранди-ду-Сул. Население составляет 778 841 человек (на 2010 год). Площадь — 17 197,213 км². Плотность населения — 45,29 чел./км².

## Демография
Согласно сведениям, собранным в ходе переписи 2010 г. Национальным институтом географии и статистики (IBGE), население мезорегиона составляет:
| Полное население                            | Полное население                            | Полное население                            | Полное население                            | 778 841 |
| ------------------------------------------- | ------------------------------------------- | ------------------------------------------- | ------------------------------------------- | ------- |
| в том числе:                                | Городское население                         | 543 699                                     | Процент городского населения, %             | 69,81   |
|                                             | Сельское население                          | 235 142                                     | Процент сельского населения, %              | 30,19   |
|                                             | Мужское население                           | 383 233                                     | Процент мужского населения, %               | 49,21   |
|                                             | Женское население                           | 395 608                                     | Процент женского населения, %               | 50,79   |
| Плотность населения, чел/км²                | Плотность населения, чел/км²                | Плотность населения, чел/км²                | Плотность населения, чел/км²                | 45,29   |
| Население мезорегиона в % к населению штата | Население мезорегиона в % к населению штата | Население мезорегиона в % к населению штата | Население мезорегиона в % к населению штата | 7,28    |

## Статистика
- Валовой внутренний продукт на 2003 составляет 10 441 768 230,00 реалов (данные: Бразильский институт географии и статистики).
- Валовой внутренний продукт на душу населения на 2003 составляет 13 790,88 реалов (данные: Бразильский институт географии и статистики).
- Индекс развития человеческого потенциала на 2000 составляет 0,782 (данные: Программа развития ООН).

## Состав мезорегиона
В мезорегион входят следующие микрорегионы:
1. Кашуэйра-ду-Сул
2. Лажеаду-Эстрела
3. Санта-Крус-ду-Сул